# Johanniterwald (Vogelschutzgebiet)
Das Gebiet Johanniterwald ist ein 2007 eingerichtetes und mit Verordnung vom 5. Februar 2010 durch das Ministerium für Ernährung und Ländlichen Raum festgelegtes Europäisches Vogelschutzgebiet (Schutzgebietskennung DE-7712-403) im baden-württembergischen Landkreis Emmendingen in Deutschland.

## Lage
Das rund 58 Hektar (ha) große Vogelschutzgebiet „Johanniterwald“ verteilt sich auf die beiden Gemeinden Kenzingen (97,14 % = 55,91 ha) und Rheinhausen im Breisgau (2,85 % = 1,64 ha). Es liegt dreieinhalb Kilometer südwestlich von Herbolzheim, rund drei Kilometer nordwestlich von Kenzingen und grenzt unmittelbar westlich an die Bundesautobahn 5. Im Nordosten grenzt es an das Vogelschutzgebiet „Elzniederung zwischen Kenzingen und Rust“.

## Beschreibung
Beschrieben wird das Schutzgebiet „Johanniterwald“ mit „Eichen-Hainbuchenwäldern und anderen standortgerechten Baumartenzusammensetzungen in der Niederung der Elz als Lebensraum einer schutzwürdigen Vogelwelt“.

### Bedeutung
Das Vogelschutzgebiet „Johanniterwald“ ist eines der bedeutendsten Brutgebiete für den Schwarzmilan in Baden-Württemberg.

### Lebensraumklassen
|          |          |  |       |       |
| Laubwald | Laubwald |  | 100 % | 100 % |
|          |          |  |       |       |

## Schutzzweck
Die gebietsbezogenen Erhaltungsziele sind je nach Art unterschiedlich beschrieben:

### Brutvögel
Brutvogelarten, die im Anhang I der Vogelschutzrichtlinie aufgelistet und für die in ganz Europa besondere Maßnahmen anzuwenden sind. In diese Kategorie fallen in Baden-Württemberg insgesamt 39, im Schutzgebiet „Johanniterwald“ drei Arten.
Mittelspecht (Dendrocopos medius)
Erhaltung von Laub- und Laubmischwäldern, insbesondere mit Eichenanteilen, von Auen- und Erlenwäldern, von extensiv bewirtschafteten Streuobstwiesen, von Altbäumen und Altholzinseln, von stehendem Totholz sowie Bäumen mit Höhlen.
Schwarzmilan (Milvus migrans)
Erhaltung von vielfältig strukturierten Kulturlandschaften, von lichten Waldbeständen, insbesondere Auenwäldern, von Feldgehölzen, großen Einzelbäumen und Baumreihen in der offenen Landschaft, Grünland, Altholzinseln und alten, großkronigen Bäumen mit freier Anflugmöglichkeit, insbesondere in Waldrandnähe, Erhaltung der naturnahen Fließ- und Stillgewässer, Erhaltung der Bäume mit Horsten, der Lebensräume ohne Gefahrenquellen wie nicht vogelsichere Freileitungen und Windkraftanlagen sowie Erhaltung störungsfreier oder zumindest störungsarmer Fortpflanzungsstätten während der Fortpflanzungszeit vom 1. März bis zum 15. August.
Schwarzspecht (Dryocopus martius)
Erhaltung von ausgedehnten Wäldern, Altbäumen und Altholzinseln, Totholz, Erhaltung der Bäume mit Großhöhlen sowie des Nahrungsangebots, insbesondere mit Ameisen.

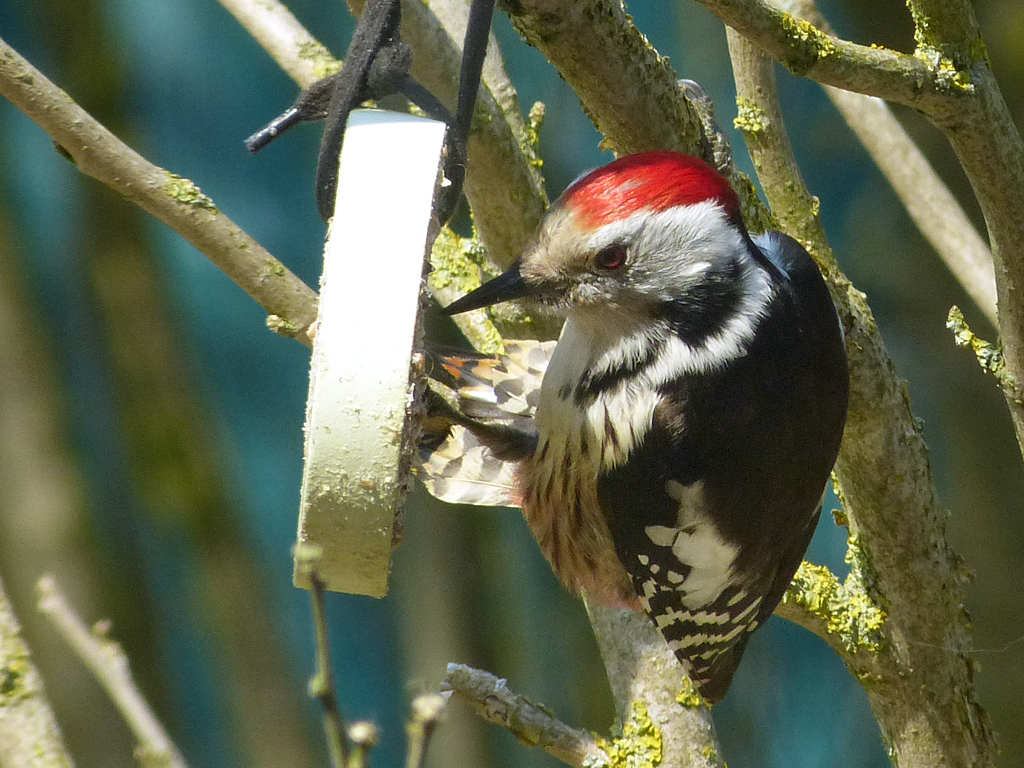
Mittelspecht
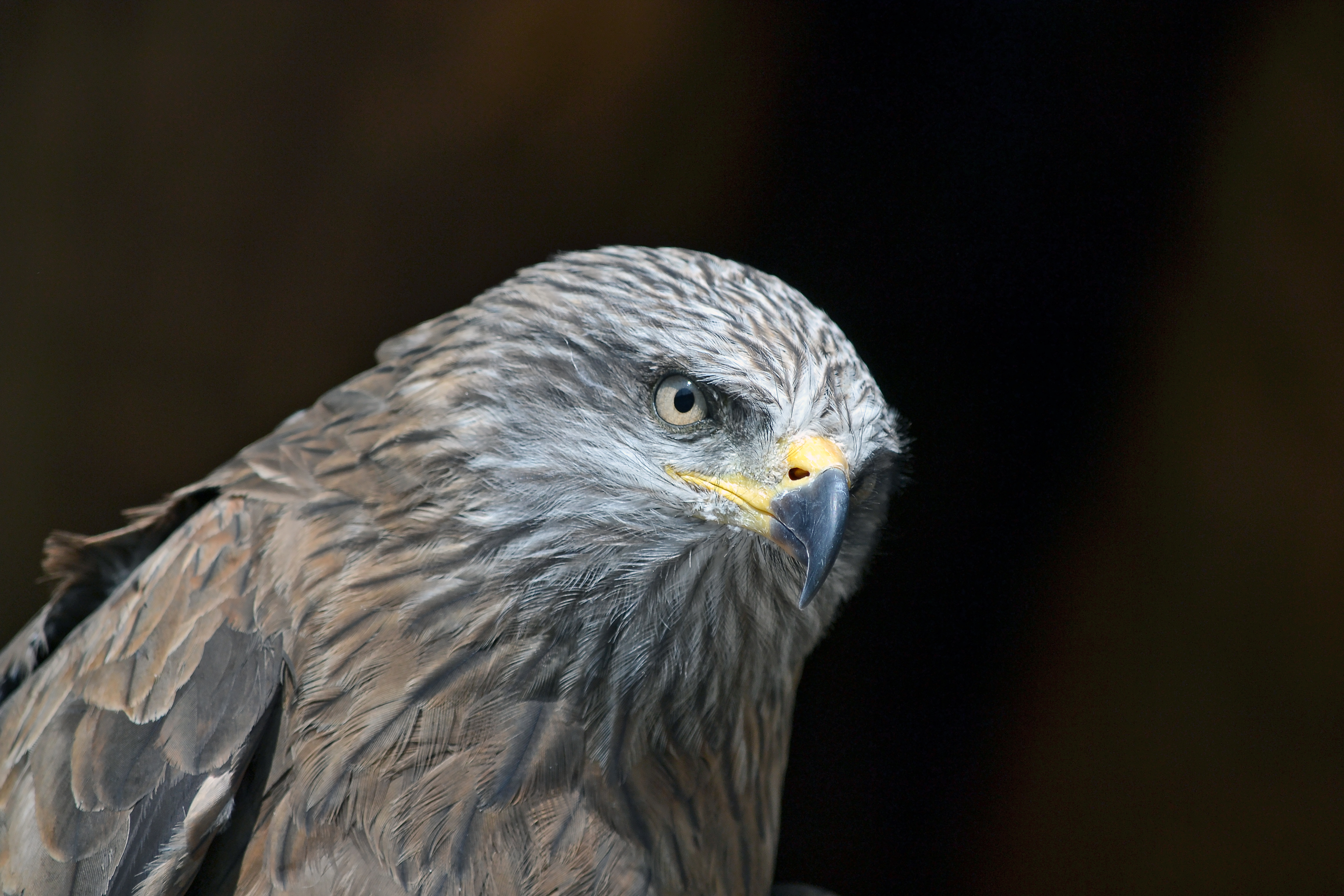
Schwarzmilan
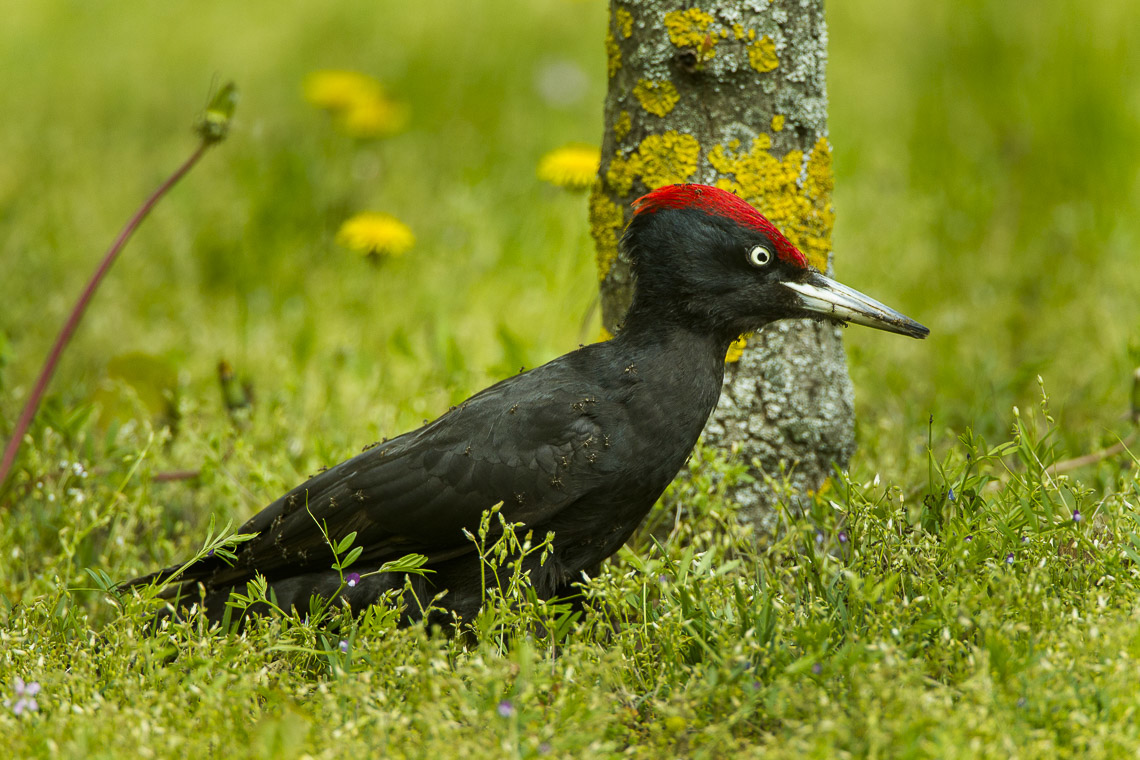
Schwarzspecht

### Zugvögel
Weitere, nicht in Anhang I aufgelistete Zugvogelarten, die im Land brüten und für die Schutzgebiete ausgewählt wurden. In diese Kategorie fallen in Baden-Württemberg insgesamt 36 Arten; im Schutzgebiet „Johanniterwald“ ist keine Art erfasst.

## Zusammenhängende Schutzgebiete
Mit dem Vogelschutzgebiet „Johanniterwald“ sind das Vogelschutzgebiet „Elzniederung zwischen Kenzingen und Rust“ (7712-402), das FFH-Gebiet „Taubergießen, Elz und Ettenbach“ (7712-341), das Naturschutzgebiet „Johanniterwald“ (3.110) sowie das Landschaftsschutzgebiet „Johanniterwald“ (3.16.008) als zusammenhängende Schutzgebiete ausgewiesen.